# Estero Catemu
Estero Catemu är ett vattendrag i Chile.   Det ligger i regionen Región de Valparaíso, i den södra delen av landet, 80 km norr om huvudstaden Santiago de Chile.
Trakten runt Estero Catemu består till största delen av jordbruksmark. Runt Estero Catemu är det ganska glesbefolkat, med 45 invånare per kvadratkilometer.